# Banksia seminuda
Espèce
Classification phylogénétique
Banksia seminuda, le Banksia des rivières, est une espèce d'arbre du genre Banksia et de la famille des Proteaceae. On le trouve au sud-ouest de l'Australie-Occidentale depuis Dwellingup (32°42′S) à proximité de Pinjarra jusqu'à Denmark (34°57′S). Il a souvent été confondu et était d'ailleurs au départ considéré comme une sous-espèce de Banksia littoralis (le Banksia des marais). Il en existerait une sous-espèce: Banksia seminuda remanens.